# Décembre 1838
Cette page présente les faits marquants du mois de décembre 1838.

## Événements
- Brésil : soulèvement Balaiada au Maranhão écrasé par le duc de Caxias (1841).

- 3 décembre : naufrage de la frégate française Herminie aux Bermudes.

- 4 décembre :
  - Les Britanniques occupent Port-Natal jusqu’à la veille de Noël 1839.
  - Guerre de la pâtisserie entre la France et le Mexique.
  - Italie : les troupes françaises et autrichiennes quittent respectivement Ancône et Bologne, dans les États pontificaux, occupées depuis 1831. Fin de la crise d'Italie.

- 11 décembre : la Conférence de Londres conclut l’accord définitif sur l’indépendance et la neutralité de la Belgique, qui sera complété par le traité du 19 avril 1839.

- 15 décembre : les cendres de Jean-Baptiste Kléber sont enterrées dans un caveau au cœur de la place Kléber à Strasbourg.

- 16 décembre : les Boers sous la conduite de leur chef Andries Pretorius défont les Zoulous à la bataille de Blood River dans le Natal. Le Zoulouland devient protectorat boer. La puissance zoulou semble détruite. Mpande, demi-frère et successeur de Dingaan, n’ose pas faire la guerre.

- 17 décembre, France :
  - ouverture de la session parlementaire;
  - lecture du discours du trône. La commission chargée du projet d'adresse est en majorité hostile à Molé.

- 19 décembre (Tibet) : Khendrup Gyatso devient le onzième dalaï-lama (fin en 1856).

## Naissances
- 12 décembre : Sherburne Wesley Burnham (mort en 1921), astronome américain.
- 17 décembre : Angelo Mariani (mort en 1914), pharmacien français.
- 24 décembre : Thorvald Nicolai Thiele (mort en 1910), astronome, actuaire et mathématicien danois.
- 29 décembre : Clemens Winkler (mort en 1904), chimiste allemand.
- 30 décembre : Émile Loubet, président de la république française (° 1929).

## Décès
- 1er décembre : Jean-Baptiste Huzard (né en 1755), vétérinaire français.
- 20 décembre :
  - Hégésippe Moreau, écrivain, poète et journaliste français (° 8 avril 1810).
  - François Pouqueville (né en 1770), médecin, diplomate, voyageur, écrivain et philhellène français.